# Malo Dubovo
Dubovë e Vogël en albanais et Malo Dubovo en serbe latin (en serbe cyrillique : Мало Дубово) est une localité du Kosovo située dans la commune/municipalité d'Istog/Istok et dans le district de Pejë/Peć. Selon le recensement kosovar de 2011, elle compte 258 habitants.

## Démographie

### Évolution historique de la population dans la localité
| 1948 | 1953 | 1961 | 1971 | 1981 | 1991 | 2011 |
| ---- | ---- | ---- | ---- | ---- | ---- | ---- |
| 160  | 188  | 220  | 267  | 346  | 385  | 258  |

|  |

### Répartition de la population par nationalités (2011)
En 2011, les Albanais représentaient 98,84 % de la population.